# Dom van Salzburg

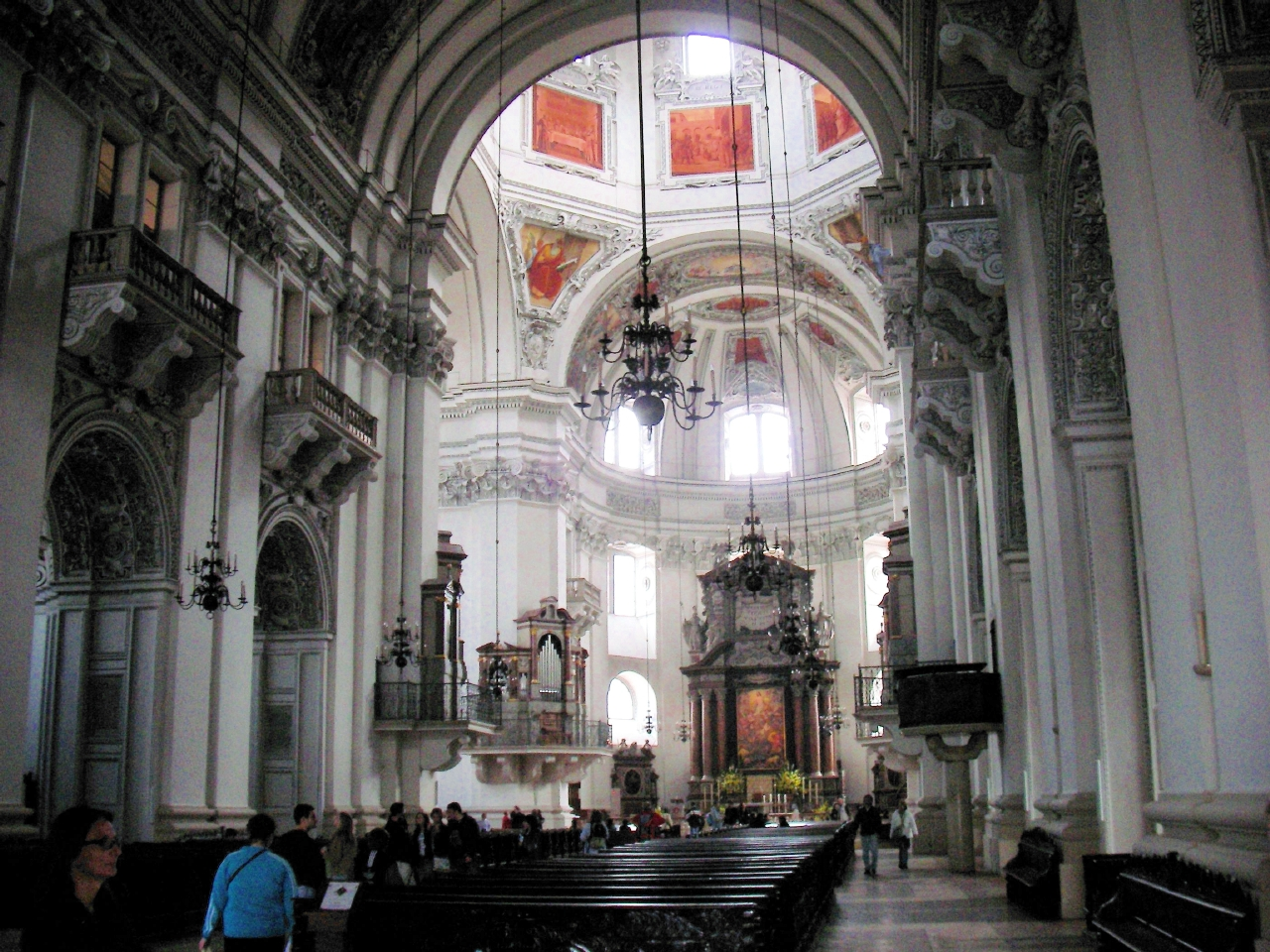
Interieur

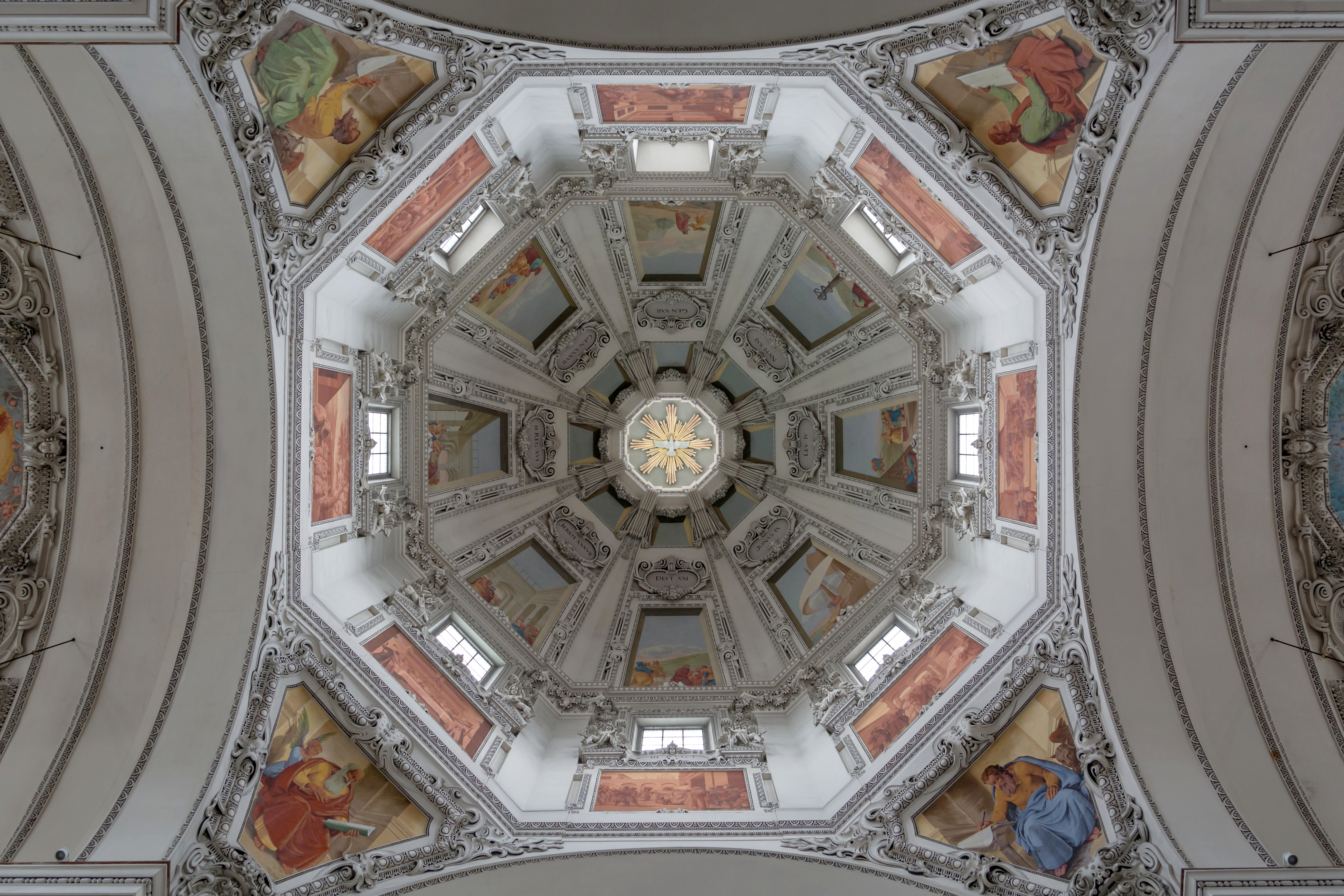
Koepel

De dom van Salzburg (Duits: Salzburger Dom ) is de kathedraal van Salzburg in Oostenrijk.
De geschiedenis van de dom gaat terug tot 774, toen de eerste basiliek werd voltooid. De Romaanse dom brandde in 1598 echter af en werd vervangen door de huidige barokke kerk uit 1611. Hij werd ontworpen door Vincenzo Scamozzi en Santino Solari. De 71 meter hoge koepel werd in de Tweede Wereldoorlog door een vliegtuigbom getroffen. De restauratie was in 1959 voltooid.
De dom is gewijd aan de missionarissen Rupert en Virgilius.